# جام انگلستان-اسکاتلند ۷۸–۱۹۷۷
جام انگلستان-اسکاتلند ۷۸–۱۹۷۷ سومین دوره جام انگلستان-اسکاتلند بود. تیم بریستول سیتی در یک فینال رفت و برگشت، سنت میرن را در مجموع ۳-۲ شکست داد و برنده شد.

## گروه انگلستان

### گروه ۱
| تیم ۱          | نتیجه | تیم ۲          | تاریخ       |
| -------------- | ----- | -------------- | ----------- |
| برنلی          | ۲–۱   | بلکبرن روورز   | ۲ اوت ۱۹۷۷  |
| بلکبرن روورز   | ۳–۱   | بلکپول         | ۶ اوت ۱۹۷۷  |
| بولتون واندررز | ۱–۰   | برنلی          | ۶ اوت ۱۹۷۷  |
| برنلی          | ۰–۴   | بلکپول         | ۹ اوت ۱۹۷۷  |
| بلکبرن روورز   | ۲–۰   | بولتون واندررز | ۱۰ اوت ۱۹۷۷ |
| بلکپول         | ۰–۱   | بولتون واندررز | ۱۳ اوت ۱۹۷۷ |

| تیم            | بازی | ب | م | ش | گ‌ز | گ‌خ | ت  | اض | ام |
| -------------- | ---- | - | - | - | -- | -- | -- | -- | -- |
| بلکبرن روورز   | ۳    | ۲ | ۰ | ۱ | ۶  | ۳  | ۳  | ۱  | ۵  |
| بولتون واندررز | ۳    | ۲ | ۰ | ۱ | ۲  | ۲  | ۰  | ۰  | ۴  |
| بلکپول         | ۳    | ۱ | ۰ | ۲ | ۵  | ۴  | ۱  | ۱  | ۳  |
| برنلی          | ۳    | ۱ | ۰ | ۲ | ۲  | ۶  | -۴ | ۰  | ۲  |

### گروه ۲
| تیم ۱         | نتیجه | تیم ۲         | تاریخ         |
| ------------- | ----- | ------------- | ------------- |
| بریستول راورز | ۰–۱   | پلیموث آرگیل  | ۳۰ ژوئیه ۱۹۷۷ |
| بریستول سیتی  | ۳–۱   | بریستول راورز | ۶ اوت ۱۹۷۷    |
| پلیموث آرگیل  | ۱–۱   | بیرمنگام سیتی | ۶ اوت ۱۹۷۷    |
| بریستول راورز | ۱–۱   | بیرمنگام سیتی | ۹ اوت ۱۹۷۷    |
| پلیموث آرگیل  | ۰–۲   | بریستول سیتی  | ۹ اوت ۱۹۷۷    |
| بیرمنگام سیتی | ۱–۰   | بریستول سیتی  | ۱۲ اوت ۱۹۷۷   |

| تیم           | بازی | ب | م | ش | گ‌ز | گ‌خ | ت  | اض | ام |
| ------------- | ---- | - | - | - | -- | -- | -- | -- | -- |
| بریستول سیتی  | ۳    | ۲ | ۰ | ۱ | ۵  | ۲  | ۳  | ۱  | ۵  |
| بیرمنگام سیتی | ۳    | ۱ | ۲ | ۰ | ۳  | ۲  | ۱  | ۰  | ۴  |
| پلیموث آرگیل  | ۳    | ۱ | ۱ | ۱ | ۲  | ۳  | -۱ | ۰  | ۳  |
| بریستول راورز | ۳    | ۰ | ۱ | ۲ | ۲  | ۵  | -۳ | ۰  | ۱  |

### گروه ۳
| تیم ۱      | نتیجه | تیم ۲      | تاریخ       |
| ---------- | ----- | ---------- | ----------- |
| فولام      | ۱–۰   | اورینت     | ۲ اوت ۱۹۷۷  |
| فولام      | ۱–۰   | چلسی       | ۶ اوت ۱۹۷۷  |
| نوریچ سیتی | ۱–۱   | اورینت     | ۶ اوت ۱۹۷۷  |
| چلسی       | ۲–۰   | اورینت     | ۹ اوت ۱۹۷۷  |
| نوریچ سیتی | ۰–۰   | فولام      | ۱۰ اوت ۱۹۷۷ |
| چلسی       | ۲–۲   | نوریچ سیتی | ۱۳ اوت ۱۹۷۷ |

| تیم        | بازی | ب | م | ش | گ‌ز | گ‌خ | ت  | اض | ام |
| ---------- | ---- | - | - | - | -- | -- | -- | -- | -- |
| فولام      | ۳    | ۳ | ۰ | ۰ | ۳  | ۰  | ۳  | ۰  | ۶  |
| چلسی       | ۳    | ۱ | ۱ | ۱ | ۴  | ۳  | ۱  | ۰  | ۳  |
| نوریچ سیتی | ۳    | ۰ | ۲ | ۱ | ۳  | ۴  | -۱ | ۰  | ۲  |
| اورینت     | ۳    | ۰ | ۱ | ۲ | ۱  | ۴  | -۳ | ۰  | ۱  |

## گروه ۴
| تیم ۱          | نتیجه | تیم ۲          | تاریخ       |
| -------------- | ----- | -------------- | ----------- |
| نوتس کانتی     | ۱–۰   | هال سیتی       | ۶ اوت ۱۹۷۷  |
| اولدهام اتلتیک | ۲–۳   | شفیلد یونایتد  | ۶ اوت ۱۹۷۷  |
| هال سیتی       | ۰–۲   | شفیلد یونایتد  | ۹ اوت ۱۹۷۷  |
| اولدهام اتلتیک | ۰–۰   | نوتس کانتی     | ۹ اوت ۱۹۷۷  |
| هال سیتی       | ۲–۰   | اولدهام اتلتیک | ۱۳ اوت ۱۹۷۷ |
| شفیلد یونایتد  | ۴–۵   | نوتس کانتی     | ۱۳ اوت ۱۹۷۷ |

| تیم            | بازی | ب | م | ش | گ‌ز | گ‌خ | ت  | اض | ام |
| -------------- | ---- | - | - | - | -- | -- | -- | -- | -- |
| نوتس کانتی     | ۳    | ۲ | ۱ | ۰ | ۴  | ۰  | ۴  | ۱  | ۶  |
| شفیلد یونایتد  | ۳    | ۲ | ۰ | ۱ | ۵  | ۵  | ۰  | ۲  | ۶  |
| اولدهام اتلتیک | ۳    | ۰ | ۲ | ۱ | ۳  | ۴  | -۱ | ۰  | ۲  |
| هال سیتی       | ۳    | ۰ | ۱ | ۲ | ۱  | ۴  | -۳ | ۰  | ۱  |

## گروه اسکاتلند
| تیم ۱            | نتیجه | تیم ۲       | تاریخ       |
| ---------------- | ----- | ----------- | ----------- |
| استیرلینگ آلبیون | ۱–۴   | سنت میرن    | ۳ اوت ۱۹۷۷  |
| استیرلینگ آلبیون | ۰–۳   | سنت میرن    | ۲۴ اوت ۱۹۷۷ |
| مادرول           | ۷–۰   | الوآ اتلتیک | ۶ اوت ۱۹۷۷  |
| مادرول           | ۴–۱   | الوآ اتلتیک | ۱۰ اوت ۱۹۷۷ |
| پاتریک تیسل      | ۳–۰   | کلایدبانک   | ۸ اوت ۱۹۷۷  |
| پاتریک تیسل      | ۱–۱   | کلایدبانک   | ۱۰ اوت ۱۹۷۷ |
| هیبرنین          | ۲–۱   | ایر یونایتد | ۱۰ اوت ۱۹۷۷ |
| هیبرنین          | ۲–۲   | ایر یونایتد | ۲۲ اوت ۱۹۷۷ |

## یک‌چهارم نهایی
| تیم ۱       | نتیجه | تیم ۲        | تاریخ           |
| ----------- | ----- | ------------ | --------------- |
| فولام       | ۱–۱   | سنت میرن     | ۱۳ سپتامبر ۱۹۷۷ |
| فولام       | ۳–۵   | سنت میرن     | ۲۶ سپتامبر ۱۹۷۷ |
| مادرول      | ۱–۱   | نوتس کانتی   | ۱۳ سپتامبر ۱۹۷۷ |
| مادرول      | ۰–۱   | نوتس کانتی   | ۲۷ سپتامبر ۱۹۷۷ |
| پاتریک تیسل | ۲–۰   | بریستول سیتی | ۱۳ سپتامبر ۱۹۷۷ |
| پاتریک تیسل | ۰–۳   | بریستول سیتی | ۲۷ سپتامبر ۱۹۷۷ |
| هیبرنین     | ۲–۱   | بلکبرن روورز | ۱۴ سپتامبر ۱۹۷۷ |
| هیبرنین     | ۱–۰   | بلکبرن روورز | ۲۸ سپتامبر ۱۹۷۷ |

## نیمه نهایی
| تیم ۱      | نتیجه | تیم ۲        | تاریخ         |
| ---------- | ----- | ------------ | ------------- |
| نوتس کانتی | ۱–۰   | سنت میرن     | ۱۸ اکتبر ۱۹۷۷ |
| نوتس کانتی | ۰–۲   | سنت میرن     | ۱ نوامبر ۱۹۷۷ |
| هیبرنین    | ۱–۱   | بریستول سیتی | ۱۹ اکتبر ۱۹۷۷ |
| هیبرنین    | ۳–۵   | بریستول سیتی | ۱ نوامبر ۱۹۷۷ |

## فینال
| سنت میرن      | ۱ – ۲ | بریستول سیتی       |
| ------------- | ----- | ------------------ |
| آبرکرومبی ۸۷' |       | گو ۱' · کورماک ۷۳' |

| بریستول سیتی | ۱ – ۱ | سنت میرن |
| ------------ | ----- | -------- |
| مابوت ۷۲'    |       | رید ۶۸'  |